# Value Alliance

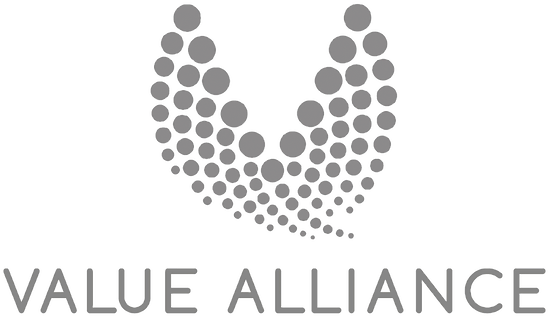
Logo Value Alliance

Value Alliance – sojusz linii lotniczych założony 16 maja 2016 roku. Jest to drugi sojusz linii lotniczych, w którego skład wchodzą wyłącznie przewoźnicy niskobudżetowi (pierwszym był U-Fly Alliance). W 2018 roku linie należące do sojuszu przewiozły ponad 48 milionów pasażerów i dysponowały flotą 180 samolotów.

## Członkowie

### Obecni członkowie
Członkowie Value Alliance (stan na luty 2023 r.):
- Cebgo
- Cebu Pacific
- Jeju Air
- Nok Air
- Scoot

### Byli członkowie
- NokScoot – linie zaprzestały działalności w związku z pandemią COVID-19[4]
- Tiger Airways Australia – linie zaprzestały działalności w związku z pandemią COVID-19[5]
- Tiger Airways – linie zostały włączone do Scoot w 2017 roku[6]
- Vanilla Air – linie opuściły sojusz w marcu 2019 roku[7]